# Biên thành Pannonia

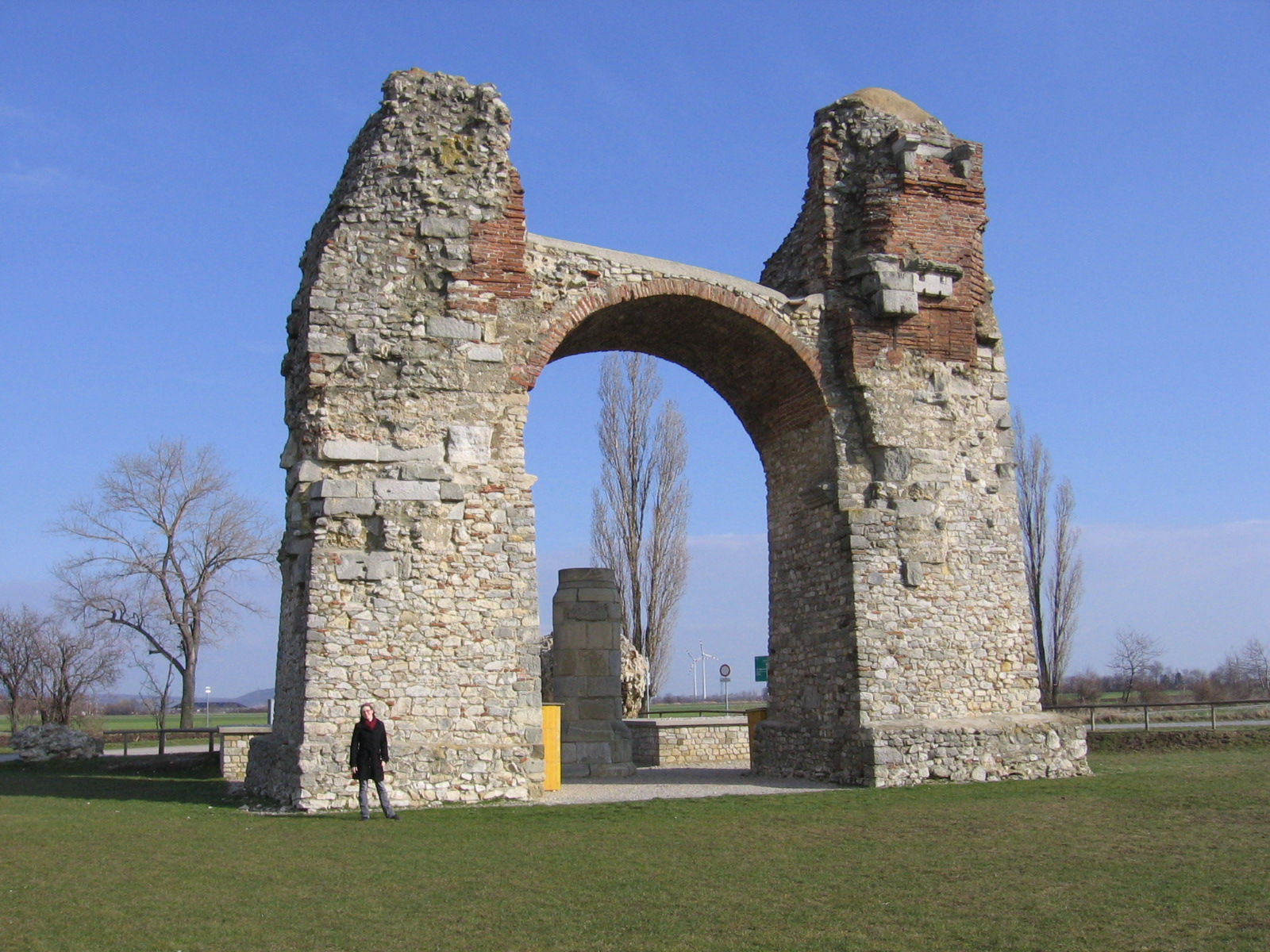
Heidentor, ban đầu được xây dựng tại pháo đài La Mã thành phố Carnuntum ở Áo ngày nay.

Biên thành Pannonia (tiếng Latinh: Limes Pannonicus, tiếng Đức: Pannonischer Limes) là một phần biên giới kiên cố của La Mã cũ mang tên Biên thành Danubia với chiều dài lên đến 420 km (260 mi) từ trại La Mã Klosterneuburg thuộc bồn địa Viên, Áo đến lâu đài Singidunum (Belgrad) thuộc Serbia ngày nay. Biên thành La Mã là nơi lính La Mã vượt sông để tiến vào lãnh thổ của người man di (Barbaricum).

## Địa lý

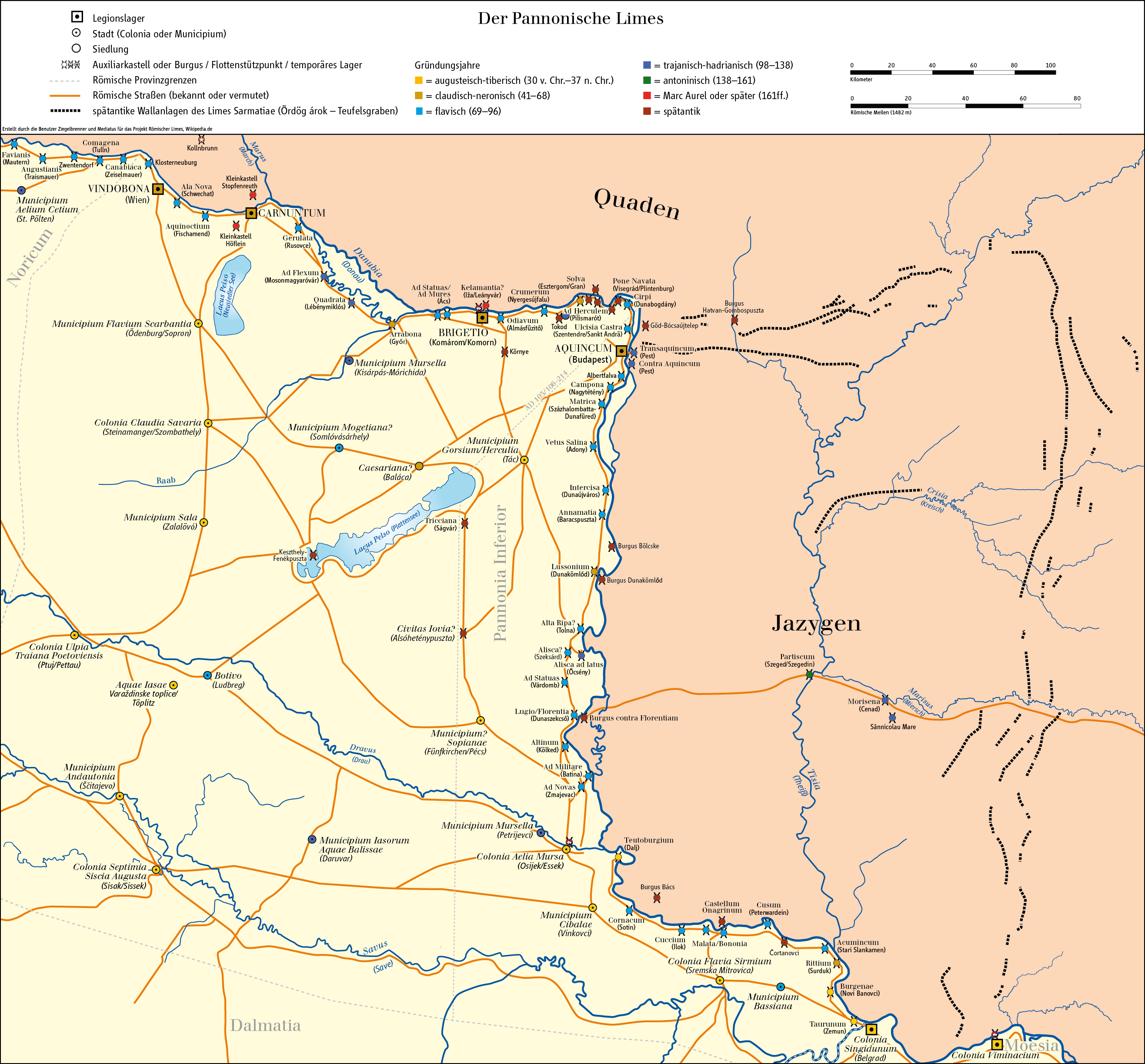
Biên thành ở Pannonia

Trong thời Đế chế La Mã, khu vực Pannonia được chia thành Thượng Pannonia nằm ở phía tây và Hạ Pannonia nằm ở phía đông. Thượng Pannonia gồm cách thành phố của Áo, Croatia, Hungary, Slovakia và Slovenia, trong khi Hạ Pannonia gồm các thành phố Hungary, Croatia, Serbia, Bosnia và Herzegovina.

## Lịch sử
Biên thành Danubia là một trong những khu vực hỗn loạn ở châu Âu dưới sự cai trị của Đế chế La Mã. Trong suốt 400, Pannonia là một trong những tỉnh quan trọng nhất, đặc biệt là sau khi Dacia Traiana không còn người sinh sống vào 271 năm sau công nguyên và áp lực từ các dân tộc di cư lên nơi đây vẫn không ngừng gia tăng. Những biên thành đóng vai trò cung cấp nguồn tiếp tế chính cho quân đội biên giới đảm bảo cho quá trình mở rộng của người La Mã diễn ra một cách nhanh chóng.
Lực lượng chiếm đóng chủ yếu dừng chân tại các trại (castra), pháo đài nhỏ (castella), tháp canh, burgus (pháo đài nhỏ) và các đầu cầu kiên cố dọc theo bờ sông. Trong trường hợp khẩn cấp xảy ra, các đơn vị này huy động tăng cường bởi các quân đoàn có tổng hành dinh tại bốn thị trấn đóng quân lớn của quân đội. Trong khi tiến tới Danube, đế chế La Mã đã khơi mào rất nhiều các cuộc xung đột với dân man di và dân nhập cư Đức và Sarmatia, mọi thứ cuối cùng cũng kết thúc vào thứ 5 thế kỷ cùng với sự sụp đổ của Đế chế ở phía tây.

Những thay đổi về biên giới của Pannonia và vị trí của các trại quân đoàn, các thuộc địa của quân đội và Con đường Hổ phách trong khoảng từ thế kỷ 1 đến thế kỷ 4